# Oligia christophi
Oligia christophi är en fjärilsart som beskrevs av Otto Staudinger 1888. Oligia christophi ingår i släktet Oligia och familjen nattflyn. Inga underarter finns listade i Catalogue of Life.